# Gabriel Geitlin
Gabriel Geitlin, född 1804 i Nådendal och död 1871, var en finländsk orientalist och teolog.
Geitlin blev professor i ryska vid Helsingfors universitet 1829, professor i orientaliska språk 1835, och i biblisk exegetik 1861. Han blev även 1861 ordförande i en kommitté för utarbetande av en ny finsk bibelöversättning. Geitlin över satte själv till finska bland annat Jobs bok. Geitlin var en framstående känner av orientaliska mynt. Bland hans vetenskapliga skrifter märks Principia grammatices neopersicæ (1845), Hebreisk grammatik jemte öfningsexempel (1856).
De bäst kända är två av hans söner, statskontorets direktör Wilhelm Gabriel Geitlin och överlärare Johan Gabriel Geitlin.

## Utmärkelser
- Sankt Vladimirs orden, fjärde klassen,  28 januari 1844[1]
- Sankt Stanislausorden, andra klassen,  25 mars 1856[1]
- Sankt Stanislausorden, andra klassen med kejsarkrona,  29 april 1862[1]
- Sankt Annas orden, andra klass,  20 februari 1864[1]

[Redigera Wikidata]